# 락씨

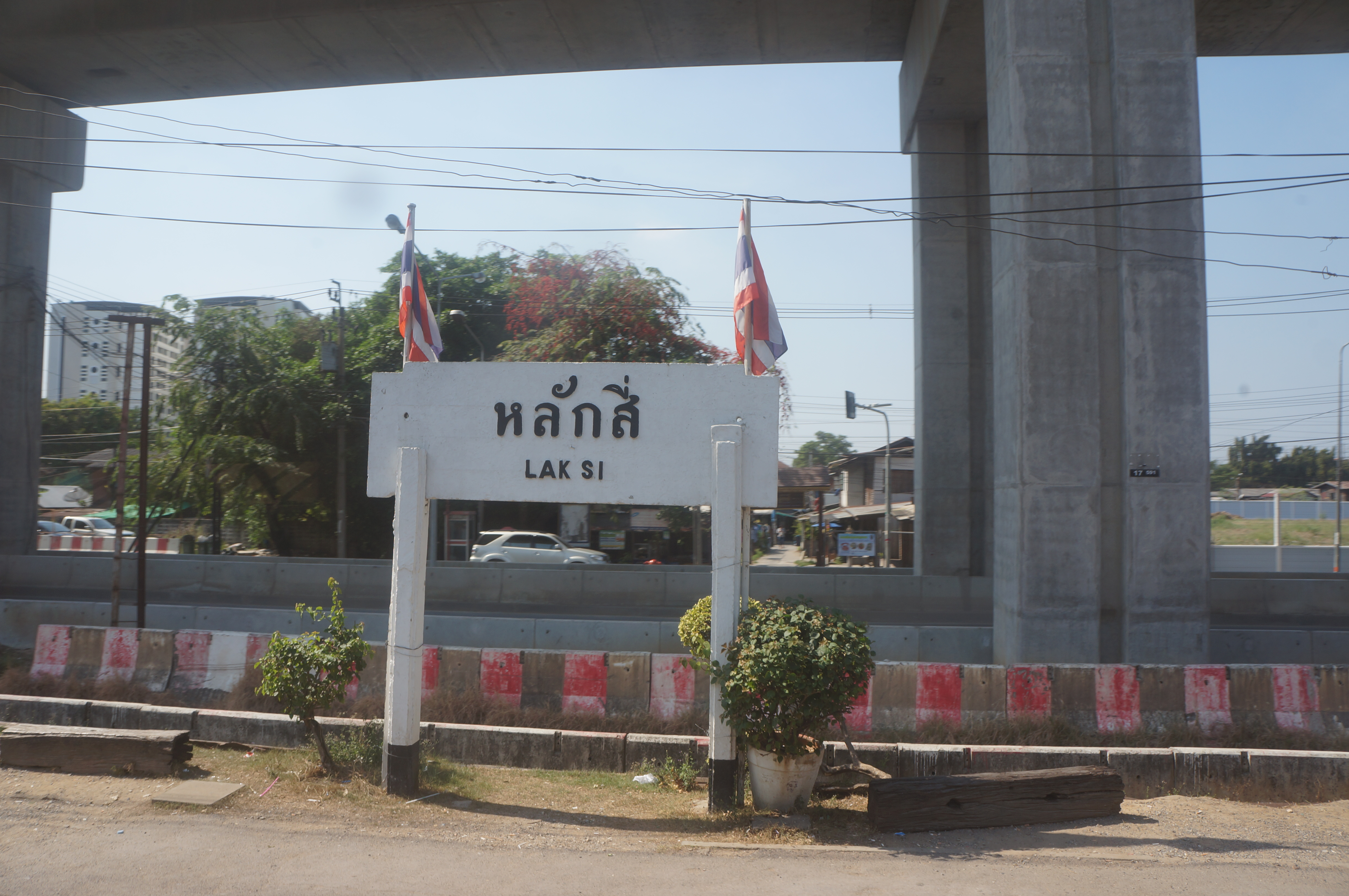

락씨(หลักสี่)는 방콕의 행정 구역이다. 이 지역의 총 인구 수는 2017년 기준으로 104,701명이다. 인구 밀도는 4,583.90km2이다. 돈므앙, 방켄, 짜뚜짝, 므앙논타부리군, 논타부리주 빡끄렛군과 경계한다.

## 행정 구역
| 1. | Thung Song Hong | ทุ่งสองห้อง   |  |
| 2. | Talat Bang Khen | ตลาดบางเขน |  |